# TV3 (Russland)

Ehemaliges Logo von TV3

TV-3 (russ. TB3) ist ein landesweiter, privater, russischer Fernsehsender.

## Geschichte
TV-3 ist spezialisiert auf Spielfilme und Programme über Mystik, Fantasie und Abenteuer. Das neue TV-Büro befindet sich in einem modernen Business-Center der „Даниловские мануфактуры“ (Danilow Manufaktur). Im Jahr 1997 wurde der Kanal zusammen mit dem Fernsehsender TV-6 in Betrieb genommen. Seit 2001 ist er Teil der Prof-Media.
Termine Sendestart:
- 1. August 1998 in Sankt Petersburg
- 6. Oktober 1998 in Moskau und Russland.

Am 1. Mai 2002 ging TV-3 Online.

## Sendungen
- Городские легенды (Städtische Legenden)
- Киномания (Kinozeit)
- Разрушители мифов (Zerstörte Mythen)
- Упс! (Achtung!)
- Тайные знаки (Geheime Zeichen)